# Boiler Room
Boiler Room (lit. «cuarto de calderas») es una plataforma en línea de difusión musical que comisiona y retransmite sesiones de música en vivo por todo el mundo. Fue fundado en Londres (R.U.) en 2010, Boiler Room ahora presenta shows en alrededor de 100 ciudades, desde Estocolmo hasta Shanghái. Tienen operaciones regulares en Londres, Ámsterdam, Nueva York, Berlín, Lisboa, São Paulo, Ciudad de México, Cracovia, Tokio, Sídney, Lima y Los Ángeles y produce una media de 30–35 shows nuevos cada mes. Originalmente, su programación musical se centraba en música electrónica como garage, house, techno y dub pero rápidamente comenzó a incluir otros géneros como grime, hip hop, clásico, y jazz.
Según The Guardian, en 2015, Boiler Room había transmitido más de 3.500.000.000 minutos de música, con audiencias de hasta 400.000 oyentes.
Boiler Room aumentó significativamente en presencia entre 2017 y 2018 con su comunidad social hasta un 100% interanual (su alcance alcanzó un máximo de 283 millones por mes), y su cobertura de prensa aumentó un 500% interanual debido a una serie de comunicaciones de marketing e iniciativas de contenido como «System», «Contemporary Scenes» y el lanzamiento de una serie de documentales que han sido premiados.
Desde 2018, Boiler Room se ha convertido en una institución cultural multimarca que lanza proyectos como 4:3 by Boiler Room, llamado el «Netflix del underground», System, una iniciativa galardonada de Boiler Room creada en colaboración con Gaika que descubre y celebra el impacto de la migración en la música: movimientos culturales sin fronteras que crecen desde las subculturas subterráneas para dominar las listas y definir la corriente principal global, Contemporary Scenes, una campaña que explora colectivos subterráneos, artistas y subculturas de todo el mundo y Low Heat, una serie de fiestas que celebran las próximas generaciones de artistas. 
En 2019, Boiler Room anunció Boiler Room Festival, en Peckham, cuyo objetivo es ampliar los límites de un festival tradicional. Cuenta con artistas emergentes de la escena underground del jazz contemporáneo, el rap y el club.

## Historia

### Inicios
En marzo de 2010, el fundador de Boiler Room, Blaise Bellville, invitó a Thristian "Thris Tian" Richards y al fundador de NTS Radio, Femi Adeyemi, a grabar un mixtape para su revista en línea Platform. La primera sesión de Boiler Room se grabó utilizando una cámara web pegada a la pared de una sala de calderas en desuso, y la sesión se transmitió en vivo en línea en Ustream.
Durante este período, Boiler Room desarrolló su formato de filmación de un DJ frente a la cámara con un telón de fondo visual proyectado del logotipo de Boiler Room superpuesto en viejas grabaciones de video, y Time Out señaló: «Los artistas son, después de todo, la única atracción en Boiler Room: los asistentes se colocan detrás del artista en una configuración de estilo DJ de dormitorio para que el selector sea siempre la figura principal a la vista».

### Imagen gráfica
Desde la Red Bull Music Academy se explica cómo el estilo visual inicial de Boiler Room se desarrolló más allá del estilo de firma inicial: «la configuración de un evento de Boiler Room, en el que el DJ mira a la cámara con la audiencia detrás, deja espacio para imágenes en el fondo. Los chicos decidió agregar una gran pantalla de video proyector a la mezcla durante las transmisiones en vivo, y el cineasta Cieron Magat comenzó a colocar el logotipo encima de las viejas grabaciones».
El diseñador gráfico Adam Tickle, creador del logotipo, lo describió como «cruce entre un slipmat de Technics y el logotipo de Pure Garage».

### 2010–2011: expansión
La primera sesión de Boiler Room en marzo de 2010 se convirtió en un programa semanal, convirtiéndose en un «canal admitido» de Ustream y obteniendo un amplio reconocimiento de la prensa, con cobertura de la BBC, Fader, Time Out, Hypetrak y Dummy Magazine, que señalaron que «desde una pequeña sala en Dalston a una marca mundial, en poco más de un año Boiler Room se ha convertido en una de las emisoras más importantes de la música underground».
2010, el primer año en la historia de Boiler Room, presentó actuaciones de una variedad de músicos y DJs en su mayoría electrónicos, incluidos Theo Parrish, Jamie xx, SBTRKT, Hudson Mohawke, Jamie Woon, Mount Kimbie, Falty DL, James Blake y Ben UFO, entre otros. Los sellos discográficos londinenses Young Turks y Hessle Audio, así como el colectivo de hip-hop Livin 'Proof, también organizaron adquisiciones de Boiler Room en 2010.
Boiler Room comenzó sus espectáculos internacionales en agosto de 2011 con una presentación organizada en Alemania por Michail Stangl, un curador de música y DJ nacido ruso que participa en la planificación del Festival CTM de Berlín.
Radiohead organizó un show de Boiler Room en octubre de 2011, con sets de Thom Yorke, Jamie xx, Caribou, Lone, y Illum Sphere.

### Actualidad
El enfoque inicial en la escena musical underground y la música electrónica en Londres se ha ampliado, con la programación musical de Boiler Room que abarca regularmente otros géneros, incluidos hip hop, jazz, experimental, música clásica, mundial y formatos de podcast basados en la conversación. Boiler Room declaró en 2015 «también estamos diversificando nuestros formatos de transmisión y editoriales para garantizar que podamos capturar todo lo que sucede en la nueva música de calidad, ya sea un espectáculo de Boiler Room o una presentación en vivo de Barbican, un panel de discusión de nuestro estudio o preguntas y respuestas con un artista de medio mundo».
El 2014 se definió por un impulso a la música clásica, lanzado con el pianista preparado alemán Hauschka, y seguido por transmisiones de la Iglesia de St Johns en Hackney con el compositor japonés ganador del Grammy Ryūichi Sakamoto y Julia Holter. Una transmisión dentro del anfiteatro de Pula en Croacia donde actuó Nils Frahm.
Boiler Room continúa asociándose con varios festivales de música, incluidos SXSW, Sònar, Dimensions y Dekmantel.
El primer documental de larga duración de Boiler Room, sobre el colectivo Awful Records con sede en Atlanta, lanzado en junio de 2016.
Boiler Room ha aumentado su producción de contenido produciendo programas de televisión y documentales de nueva generación destinados a contar historias vinculadas a las personas, los artistas y la cultura del underground.

## Premios

### 4:3
- Gold Lovies — «Mejor plataforma de cultura y música»[54]
- Peoples Choice Lovies — «Mejor plataforma de cultura y música»[54]
- Digiday Media Awards — «Mejor Vertical nuevo»[55]
- The Drum DADI Awards — «Mejor estrategia digital»[56]
- The Drum DADI Awards — «Mejor página web de noticias de música»[56]
- Webbys — «Mejor página web de música»[57]

### SYSTEMyMIGRANT SOUND
- Webbys — «Series y campañas de contenido social» [58]
- The Drum Content Awards — «Mejor estrategia de marketing de noticias»[59]
- Drum Marketing Awards — «La mejor campaña de música y entretenimiento»[60]
- The Drum Awards — «Mejor campaña de marketing de contenido multimedia» [56]

### CONTEMPOARY SCENES
- Webbys — «General Social-Música para Social»[58]

### Individual y premios de equipo
- The Drum Digerati — Stephen Mai[61]
- Campaign's Power 100 — Stephen Mai[62]
- Jodie Nicholson — Lista de música alternativa de Power 100[63]
- Digiday Media Awards — Vídeo de equipo del año[55]

## Tecnología
Boiler Room tiene una asociación continua con el proveedor de transmisión LiveU. También retransmitió a Run the Jewels en vivo en formato 360° en diciembre de 2015 antes de que la tecnología estuviera ampliamente disponible
Según Wired, Boiler Room está «desarrollando un algoritmo de sugerencia de contenido que desafía los gustos de los espectadores, en lugar de complacerlos».
Están construyendo lo que se dice que es el primer lugar de música de realidad virtual especialmente diseñado del mundo, en colaboración con la compañía de realidad virtual Inception, que se inaugurará en 2017 en Londres.